# Tovil
Tovil – wieś w Anglii, w hrabstwie Kent, w dystrykcie Maidstone. Leży 2 km na południowy zachód od miasta Maidstone i 52 km na południowy wschód od centrum Londynu.